# Susana Rotker
Susana Rotker (3 tháng 7 năm 1954 – 27 tháng 11 năm 2000) là nhà báo, nhà tiểu luận và nhà văn người Venezuela.

## Tiểu sử
Susana Rotker  là con gái trong một gia đình nhập cư người Do Thái. NĂm 1975, Susana Rotker tốt nghiệp trường Đại học Quốc gia Andrés Bello ở Caraca, trợ giảng tại trường Đại học Buenos Aires, và nhận bằng tiến sĩ văn học Tây Ban Nha trường Đại học Maryland năm 1989. Bà là giáo sư văn học Mỹ Latinh và là giám đốc của Trung tâm nghiên cứu bán cầu trường Đại học Rutgers ở New Jersey.
Bà là nhà phê bình phim trong chuyên mục "La gran ilusión" trên tờ báo El Nacional của tạp chí Caracas.
Khoảng năm 1979, bà gặp nhà trí thức Argentina tên Tomás Eloy Martínez, người bị lưu đày ở Venezuela. Năm 1986, họ sinh một cô con gái tên là Sol Ana. Năm 2000, một vụ tai nạn giao thông cướp đi sinh mạng của Rotker. Nơi an nghỉ cuối cùng của bà là Highland Park, bang New Jersey.

## Sách
- Isaac Chocron y Elisa Lerner: Los Transgresores De La Literatura Venezolana Reflexiones Sobre La Identidad Judía, 1991, ISBN 9802530778
- Bravo Pueblo: Poder, Utopia Y Violencia, Fondo Editorial Nave Va., ISBN 9806481135
- Ensayistas De Nuestra América, Editorial Losada, ISBN 9500304880, 9789500304887
- Ciudadanías del miedo, Nueva Sociedad, Caracas, 2000, 249 pp., ISBN 980-317-175-5
- The Memoirs of Fray Servando Teresa de Mier, Oxford University Press
- The American Chronicles of Jose Marti: Journalism and Modernity in Spanish America, ISBN 0874519020
- La invención de la crónica [es], Fondo de cultura económica, ISBN 9789681678296, 968167829X
- Citizens of Fear: Urban Violence in Latin America, Rutgers University Press, ISBN 9780813530352
- Captive Women: Oblivion and Memory in Argentina, Minneapolis: University of Minnesota Press, 2002, 236 pp., ISBN 0-8166-4030-0

## Giải thưởng
Năm 1991, bà nhận được Giải thưởng Casa de las Américas cho tác phẩm La invención de la crónica nói về Jose Martí.
Năm 1997, bà là nhà học giả tại Trung tâm quốc tế Woodrow Wilson.